# Раймонди, Джанни
Джа́нни Раймо́нди (итал. Gianni Raimondi, 17 апреля 1923, Болонья — 19 октября 2008, Пьяноро) — итальянский оперный певец (лирический тенор). Известен преимущественно как исполнитель итальянского репертуара. На исходе карьеры также брался за довольно драматичные партии — как Дон Карлос (роль, в которой он выступал в Большом театре во время московских гастролей «Ла Скала» в 1974 году).

## Биография
Джанни Раймонди родился в Болонье в 1923 году. Учился в консерватории Болоньи у Меландри и Барра-Караччоло, затем — в Мантуе у Этторе Кампогальяни. Дебютировал в 1947 году в Teatro Consorziale в Будрио близ Болоньи в «Риголетто» Дж. Верди. В следующем году в Театро Комунале спел Эрнесто в опере Доницетти «Дон Паскуале».
Раймонди много выступал в оперных театрах Италии. Примечательно его выступление во Флоренции в 1952 году с Марией Каллас в редко исполняемой опере Россини «Армида». Гастролировал по Европе, появляясь на сценах Ниццы, Марселя, Монте-Карло, Парижа и Лондона. Дебют певца в Ла Скала состоялся в 1956 году в роли Альфреда в знаменитой постановке Лукино Висконти оперы «Травиата», заглавную партию пела Каллас. Раймонди участвовал и в другой выдающейся постановке Висконти с участием Каллас — «Анна Болейн» Доницетти (1957, в роли Перси). Впоследствии Раймонди был задействован во многих важных постановках Ла Скала, в том числе в двух операх Россини: «Моисей в Египте» в 1958 году и «Семирамида» с Джоан Сазерленд в 1962 году.
Джанни Раймонди ценили за вокальной мастерство и лирический тенор с блестящим верхним регистром, который позволял ему блестяще исполнять такие партии, как Арнольд («Вильгельм Телль» Россини), Артуро («Пуритане» Беллини, Винченцо), Фернандо («Фаворитка» Доницетти), Эдгардо («Лючия ди Ламмермур» Доницетти), Герцог («Риголетто» Верди).
В 1957 году Раймонди впервые вышел на сцену Венской государственной оперы и пел здесь до 1977 года. В его венском репертуаре были Альфред, герцог, Каварадосси («Тоска» Пуччини), Пинкертон («Мадам Баттерфляй» Пуччини), Риккардо («Бал-маскарад» Верди). В 1963 году он спел Родольфо («Богема» Пуччини) с Миреллой Френи в роли Мими в легендарной постановке Франко Дзеффирелли, дирижировал Герберт фон Караян.
Заокеанский дебют Раймони состоялся на сцене оперы Сан-Франциско в 1957 году. В 1959 году он пел в Театре Колон в Буэнос-Айресе. Метрополитен-Опера принимала певца впервые 29 сентября 1965 в роли Рудольфа в «Богеме», второй дебютанткой Метрополитен-опера в этом представлении была Френи. Помимо пуччиниевского репертуара и партии Эдгардо, на сцене Метрополитен-оперы Раймонди спел Фауста в опере Гуно (одна из немногочисленных партий певца за пределами итальянского репертуара).
В 1970-х годах репертуар Раймонди пополнился партиями Поллиона («Норма» Беллини) и Дженнаро («Лукреция Борджиа» Доницетти), его партнершами в этих спектаклях были Лейла Генджер и Монсеррат Кабалье. Раймонди пел и в редко исполняемых операх Верди, таких как «Разбойники», «Сицилийская вечерня», «Симон Бокканегра».
Джанни Раймонди был женат на итальянской певице Джанне Даль Соммо. Последние годы жил на своей вилле у моря в Риччоне. Раймонди умер в своем доме в Пьяноро близ Болоньи в возрасте 85 лет.

## Избранные записи
- Доницетти, «Анна Болейн»: Каллас, Симионато, Раймонди, Росси-Лемени; Ла Скала, дирижёр Гаваццени (EMI, 1957)
- Доницетти, «Фаворитка»: Барбьери, Раймонди, Тальябу[англ.], Нери[англ.]; Хор и оркестр Итальянского радио в Турине, дирижёр Куэста (Warner-Fonit,1955)
- Доницетти, «Линда ди Шамуни»: Карозио, Раймонди, Таддеи, Модести[англ.], Корси, Бадиоли; Хор и оркестр Итальянского радио в Милане, дирижёр Симонетто (Walhall Eternity, 1953)
- Беллини, «Пуритане»: Моффо, Раймонди, Саварезе, Суска (Myto Classics, 1959)
- Верди, «Травиата»; Скотто, Раймонди, Бастианини; Ла Скала, дирижёр Вотто — Коро е оркестр театра Ла Скала, Антонино Вотто (Deutsche Grammophon, 1962)
- Гуно, «Фауст»: Раймонди, Гяуров, Френи, Альва; Ла Скала, дирижёр Претр (Bravissimo, 1967)
- Верди «Травиата» , Неаполь, 1956, с Вирджинией Зеани , Уго Саварезе, реж. Анжело Это
- Доницетти "Лючия ди Ламмермур" , Неаполь, 1956, с Марией Каллас, Роландо Панерай, Антонио Зербини , реж. Франческо Молинари Праделли
- Верди «Риголетто" , Буэнос-Айрес, 1961, с Корнеллом Мак Нилом , Лейлой Генсер, реж. Argeo Quadri